# Alexander Lind
Alexander Lind Rasmussen (født 26. juni 2002) er en dansk fodboldspiller, som spiller for Pisa SC i Serie B i Italien. 
Han kom til Silkeborg IF i 2016, og har siden efteråret 2019 trænet med Silkeborgs førstehold.  
Alexander Lind fik sin debut i Superligaen den 15. december 2019, da Silkeborg IF tabte 0-1 til Lyngby BK. Derved blev han den fjerde-yngste debutant i klubbens historie. 